# Nam Cung (họ)
Nam Cung là một họ của người châu Á. Họ này có ở Trung Quốc (chữ Hán: 南宮, Bính âm: Nángōng) và Triều Tiên (Hangul: 남궁, Romaja quốc ngữ: Namgung). Họ này đứng thứ 493 trong danh sách Bách gia tính.

## Tại Trung Quốc
Họ Nam Cung có nguồn gốc từ họ Cơ. Thủy tổ của họ Nam Cung là Nam Cung Quát, hậu duệ của Hậu Tắc.

### Người Trung Quốc họ Nam Cung nổi tiếng
- Nam Cung Quát, thủy tổ họ Nam Cung

- Nam Cung Kính Thúc, đệ tử Khổng Tử

- Nam Cung Trường Vạn, tướng nước Tống thời Xuân Thu.

## Tại Hàn Quốc
Nam Cung là phức tính phổ biến nhất tại Hàn Quốc với khoảng 20,000 người mang họ này. Ngoài ra họ này đứng vị trí 93 trong danh sách những họ phổ biến tại Hàn.

### Người Hàn Quốc họ Nam Cung nổi tiếng
- Namgung Min (Hán Việt: Nam Cung Mân), diễn viên Hàn Quốc